# Katarzyna Fillol
Katarzyna Fillol (ur. ok. 1507, zm. ok. 1534) – angielska szlachcianka. Córka Sir Williama Fillol'a. Była pierwszą żoną Edwarda Seymoura, brata Jane Seymour, trzeciej żony Henryka VIII Tudora. Jak twierdzą niektóre źródła, miała romans z ojcem Edwarda Johnem Seymourem, nie ma na to jednak współcześnie dowodów. Z Edwardem Seymourem mieli dwoje dzieci:
- Johna Seymoura (zmarł bezpotomnie).
- Edwarda Seymoura.

Dzieci z tego związku zostały wydziedziczone przez Edwarda Seymoura. Pierwszeństwo przed nimi miały dzieci z drugiego małżeństwa Edwarda z Anną Stanhope. Jednak to potomkowie Katarzyny Fillol od 1750 r. (kiedy zmarł 7 książę Somerset) noszą aktualnie tytuł książąt Somerset.